# Herman Martinsson
Herman Martinsson, född 5 april 1834 i Stockholm, död 15 januari 1915 i Södertälje, var en svensk skådespelare och frälsningsofficer.
Herman Martinsson var son till sjökaptenen Abraham Wilhelm Martinsson. 1849–1851 var han elev vid Kungliga teatern och arbetade därefter vid olika resande teatersällskap 1852–1857. Martinsson var 1857–1858 anställd som skådespelare vid Mindre teatern och 1861–1863 vid Svenska Teatern i Helsingfors.
Han tillhörde den litterära klubben Gröna stugan som leddes av August Blanche, och hade då redan gjort sig känd som lustspelsförfattare av pjäser i Blanches stil. Särskilt pjäsen Carl Sabelträff och hans rivaler har tryckts flera gånger. En annan populär pjäs av Hermansson var Allas vår tant, eller Det stora K!. Han var även medarbetare i Söndags-Nisse 1862–1884, främst i form av dikter. Martinsson turnerade 1866–1870 med ett eget teatersällskap i Sverige och Finland. Därefter arbetade han som lärare i deklamation vid Svenska Teatern i Helsingfors 1872–1878. Under denna tid var han medarbetare i tidningen Kurre. Därefter återvände han till Sverige och var 1880–1884 medarbetare i tidningen Kasper. Då Frälsningsarmén 1882 höll sitt första möte i Sverige kom Martinsson att bli en av rörelsens främsta belackare. Han karikerade ofta rörelsen i elaka skämtteckningar i Kasper. I september 1884 anslöt han sig dock själv till rörelsen.
Här arbetade han 1884–1886 som medarbetare i Hemlandsvännen och 1885 i Stockholms missionsblad. Efter utbildning i London blev han 1886 specialofficer i Frälsningsarmén, var 1886 medarbetare i Arbetarens vän, 1887 i Sanning och frihet samt var 1888–1889 redaktör för Stridsropet. Martinsson blev stabskapten 1888, redaktör och utgivare för Rundt jorden 1888 och var från 1890 kandidatsekreterare vid Frälsningsarméns högkvarter i Stockholm. Han var från 1894 utgivare av Stridsropet, 1894–1896 utgivare av Stridsmusik och Framåt och 1894–1895 utgivare av Den unge soldaten. Martinsson blev 1900 major i Frälsningsarmén.